# Фатхетдінов Салават Закієвич
Салават Закієвич Фатхетдінов (тат. Фәтхетдинов Салават Зәки улы; нар. 10 січня 1960) — співак, народний артист Татарстану, заслужений артист Росії, заслужений артист Республіки Башкортостан, майстер спорту міжнародного класу з автоспорту, президент федерації гирьового спорту Республіки Татарстан, директор татарського відділення Російського дитячого фонду. Заслужений працівник культури Ульяновської області (2010). Професор, завідувач кафедри татарської театральній естради КазДІК

## Біографія
Салават Фатхетдінов народився 10 січня 1960 року в селі Аксаїтово Татишлинського району Башкирської АРСР СРСР. За національністю татарин. Після отримання середньої освіти навчався в Стерлітамакському культпросвіт-училищі. З 1977 по 1979 роки він працював директором Будинку культури в селищі Ільметово Татишлинського району. У період 1979—1981 років служив у Радянській Армії. З 1981 по 1989 роки Салават Фатхетдінов працював директором Аксаїтовського центру музичної клубної системи (Татишлинский район БАРСР). Після декількох років роботи в клубі Салават поступив на режисерське відділення Казанського інституту культури, який закінчив у 1989 році. З 1989 по 2000 роки жив у місті Набережні Челни. Там він з 1989 року був керівником і солістом Набережночелнинського експериментального концертного об'єднання. У 1989 році у конкурсі «Татар жири» він став його лауреатом. У 1991 році йому присвоїли почесне звання «Заслужений артист Республіки Татарстан», а в 1995 році — «Народний артист Республіки Татарстан», з 2005 року він «Заслужений артист Російської Федерації». Салават Фатхетдінов є також лауреатом премій ім. Г. Тукая та М. Джаліля.
Салават Фатхутдінов працює творчим керівником театру. Він формує репертуар театру, його виробничу базу. Його ідеями в оснащенні сценічного мистецтва татарської естради запроваджуються нові технічні елементи.
Салават Фатхутдінов виявив себе не лише як талановитий артист і організатор. Він є спортсменом і майстерним автогонщиком: вже з юних років він брав участь у змаганнях з національної боротьби, важкої атлетики, гирьового спорту. З 1997 року він виступає як автогонщик, а з 1998 року — організатор традиційних благодійних змагань з зимових трекових перегонів «Кубок Салавата» в місті Набережні Челни. Всі зібрані на змаганнях кошти передаються до місцевого Будинку дитини. Крім цього Салават Фатхетдінов володіє титулом майстра спорту міжнародного класу з автоспорту і є чемпіоном Росії з автокросу 2008 року в топовому класі Д1.
Талант Салавата Фатхутдінова знайшов своє визнання. Його ім'я з 1997 року носить Старокайпановська середня школа Татишлинського району. Ім'я Салавата Фатхутдінова внесено до Алеї татарських зірок на вулиці Баумана в Казані (створена у 2002 році з його ініціативи). У 2010 році Салават Фатхетдінов отримав звання Заслужений артист Республіки Башкортостан.

## Родина
Доньки Ліана, Аліна і син Рустам. Зяті Фердинанд і Марсель. Онуки Хаят, Райхан, Жаннет.

## Альбоми
- (2017) 29 сезон — «Сагынам…»
- (2016) 28 сезон — «Хәр кешенең үз чориу, хәр заманның үз җыры»
- (2015) 27 сезон — «XXVII съезон»
- (2014) 26 сезон — «Икенче 25 еллыкның беренче сезони»
- (2013) 25 сезон — «Беренче ювілей»
- (2012) 24 сезон — «24 ел сезнең белән!»
- (2011) 23 сезон — «Уйланырга урын бар…»
- (2010) 22 сезон — «22 ел сезнең белән!»
- (2009) 21 сезон — «туган тел, і матуру тел…»
- (2008) 20 сезон — «20 ел сезнең белән!»
- (2007) 19 сезон — «Салаватта кунакта»
- (2006) 18 сезон — «Әлегә соң түгел»
- (2005) 17 сезон — «Арыганчы җырлармын — туйганчы тыңларсыз!»
- (2004) 16 сезон — «Күгәрчен»
- (2003) 15 сезон — «15 ел сезнең белән!»
- (2002) 14 сезон — «Соңлама»
- (2001) 13 сезон — «Яшьлегем кырыкта»
- (2000) 12 сезон — «Сезгә илтә юлларым»
- (1999) 11 сезон — «Ех, каласы іде яшьлектә»
- (1998) 10 сезон — «10 ел бергә!»
- (1997) 9 сезон — «Дуслар булса кайгырма»
- (1996) 8 сезон — «Хв яратам»
- (1995) 7 сезон — «Соңгы мәхәббәт»
- (1994) 6 сезон — «Куңелеңә авыр алма»
- (1993) 5 сезон
- (1992) 4 сезон
- (1991) 3 сезон
- (1990) 2 сезон
- (1989) 1 сезон